# Storm Reid
Storm Reid, née le 1er juillet 2003 à Atlanta (Géorgie), est une actrice américaine.
Elle débute en jouant le rôle d'Emily dans le drame de Steve McQueen plébiscité aux Oscars, Twelve Years a Slave (2013) mais se fait surtout connaître du grand public par le rôle de Meg Murry dans le blockbuster de Walt Disney Pictures, Un raccourci dans le temps (2018) d'Ava DuVernay.
Elle poursuit sa collaboration avec la réalisatrice en jouant dans la mini-série plébiscitée par les critiques Dans leur regard (2019). Elle intègre ensuite la distribution de la série dramatique Euphoria (2019-) produite notamment par le rappeur Drake.

## Biographie
Elle commence sa carrière à l'âge de 3 ans.
Après avoir décroché quelques petits rôles, elle fait ses débuts au cinéma dans le  drame historique britannico-américain produit et réalisé par Steve McQueen, Twelve Years a Slave (2013), aux côtés de Brad Pitt, Paul Giamatti, Chiwetel Ejiofor et Michael Fassbender. Il s'agit de l'adaptation de l'autobiographie Douze ans d'esclavage de Solomon Northup (1853). Le film se déroule dans l'Amérique des années 1840 et retrace l'histoire de Northup, un homme libre afro-américain (« free negro » en anglais), qui est enlevé et vendu comme esclave dans une plantation de la Louisiane. Présenté au festival du film de Telluride, le film a reçu un accueil extrêmement positif de la part des critiques. Après le People's Choice Award du Festival de Toronto, il reçoit l'Oscar du meilleur film aux Oscars du cinéma 2014.
Propulsée par ce succès, sa carrière s'accélère. En plus de jouer dans des longs métrages indépendants, elle apparaît à la télévision en jouant dans des séries telles que Les Thunderman, NCIS : Los Angeles, Nicky, Ricky, Dicky et Dawn et Chicago Police Department.
En 2016, elle décroche son second rôle majeur dans un film avec le film d'action et de science-fiction  Sleight, dans lequel elle interprète Tina, la sœur cadette du personnage principal du film, Bo, interprété par Jacob Latimore. Une production présentée au Festival du film de Sundance 2016 et très bien reçue par la critique. La même année, elle est aussi à l'affiche d'un film familial de la réalisatrice australienne Nadia Tass.
En 2017, elle participe à la comédie dramatique de l'actrice Judy Greer, A Happening of Monumental Proportions avec Keanu Reeves, Bradley Whitford, Common et Allison Janney. Une production qui passe cependant inaperçue.
En 2018, elle est choisie pour incarner Meg Murry dans le blockbuster Un raccourci dans le temps (A Wrinkle in Time). Ce film d'aventure-fantasy américain réalisé par Ava DuVernay est une adaptation du roman éponyme de Madeleine L'Engle, publié en 1962. C'est la deuxième fois que ce roman est adapté à l'écran, après le téléfilm Les Aventuriers des mondes fantastiques de John Kent Harrison en 2003. Mettant en scène Oprah Winfrey, Reese Witherspoon et Mindy Kaling en un trio d'êtres surnaturels ainsi que la jeune Storm Reid, il est le premier film en prise de vues réelle de l'histoire du cinéma à être réalisé par une femme de couleur avec un budget de plus de 100 millions de dollars. Il a reçu un accueil critique principalement mitigé de la part de la presse mais réalise une bonne performance aux box-office américain. Néanmoins, il connait un échec au box-office international, remboursant de justesse son budget mais ne réalisant aucun bénéfices en raison de son important budget publicitaire, devenant un « flop » pour Walt Disney Pictures.
En 2019, elle poursuit cependant sa collaboration avec la réalisatrice Ava DuVernay en acceptant un rôle dans la mini-série socio-politique de Netflix, Dans leur regard. La série s'attaque à l'une des affaires judiciaires les plus compliquées des années 1980 aux U.S.A avec le viol présumé d'une joggeuse à Central Park et l'arrestation de plusieurs hommes noirs qui en découle. Ce programme est largement plébiscité par la critique,,,,. La même année, elle rejoint Zendaya et Maude Apatow dans la série Euphoria du réseau HBO, notamment produite par le rappeur Drake,.

## Filmographie

### Cinéma

#### Courts métrages
- 2012 : The Girls of Summer de Layon Gray : Gretta
- 2013 : The Spirit Game de Craig Goodwill : La petite fille

#### Longs métrages
- 2013 : Twelve Years a Slave de Steve McQueen : Emily
- 2015 : The Summoning de Charles Murray : Kendra
- 2016 : Sleight de J.D. Dillard : Tina
- 2016 : An American Girl: Lea to the Rescue (Lea to the Rescue) de Nadia Tass : Aki
- 2016 : Santa's Boot Camp de Ken Feinberg : Sparkle
- 2017 : A Happening of Monumental Proportions de Judy Greer : Patricia
- 2018 : Un raccourci dans le temps (A Wrinkle in Time) d'Ava DuVernay : Margaret « Meg » Murry
- 2019 : Don't Let Go de Jacob  Estes : Ashley Radcliff
- 2020 : Invisible Man (The Invisible Man) de Leigh Whannell : Sydney
- 2021 : The Suicide Squad de James Gunn : Tyla DuBois
- 2023 : Missing de Will Merrick et Nicholas D. Johnson : June
- 2023 : La Nonne : La Malédiction de Sainte-Lucie de Michael Chaves : soeur Déborah
- 2025 : Killing Winston Jones de Justin Trevor Winters et Joel David Moore : Abigail
- 2025 : Get Life de Teyana Taylor

### Télévision

#### Téléfilms
- 2012 : A Cross to Bear de Tandria Potts : Erica, jeune
- 2015 : White Water de Rusty Cundieff : Cassandra

#### Séries télévisées
- 2013 : Les Thunderman : Avery (1 épisode)
- 2013 : Adam Devine's House Party : Lady Trooper #3 (2 épisodes)
- 2013 : Twang : Annie Montgomery (pilote non retenu par Nickelodeon)
- 2014 : NCIS : Los Angeles : Riley Peyton (1 épisode)
- 2014 : Nicky, Ricky, Dicky & Dawn : Scarlett (1 épisode)
- 2015 : Chicago Police Department (Chicago Police) : Denise (1 épisode)
- 2019-2022: Euphoria : Gia Bennett (rôle principal saion 1 et 2)
- 2019 : Dans leur regard : Lisa (mini-série, 4 épisodes)
- 2022 : The Last of Us  : Riley Abel ( Épisode 7 )

### Clip vidéo
- 2018 : Family Feud de Jay-Z et Beyoncé

## Distinctions
Sauf indication contraire ou complémentaire, les informations mentionnées dans cette section proviennent de la base de données IMDb.

### Nominations
- 20e cérémonie des Teen Choice Awards 2018 : meilleure actrice dans un film fantastique pour Un raccourci dans le temps
- 50e cérémonie des NAACP Image Awards 2019 : meilleure révélation dans un film pour Un raccourci dans le temps